# Папирус на Уесткар
Папирусът на Уесткар е наречен на името на английския пътешественик, който го открива през 1824 г. Съхранява се в Берлинския музей на древността в специален шкаф. Страниците му са с размер 50 на 70 сантиметра и всяка от тях е покрита със стъкло. Написан е около 1650 пр.н.е. от неизвестен автор, описва събития от по-предишен период – управлението на фараона Хофу. Разказвачи са синовете на фараона Хуфу, като всеки от тях разказва на баща си по една чудна история.
Съдържа поредица от най-малко 5 разказа, обединени с обща повествователна рамка. От първия са запазени само последните думи. Във втория на няколко места липсва текст, а третият, четвъртият и петият са цели, макар че внезапният край на петия разказ оставя място за съмнения.
Египтолозите смятат, че това е художествена литература, създавана за забавление. Въпреки това съставителят на текста безспорно е познавал много добре родословието на фараона и, макар и в разкрасен стил, отразява реални исторически събития. Доказателство за това е четвъртият разказ (на принц Раджедеф), където вместо да разказва история, принцът иска разрешение да доведе истински магьосник на име Джеди (Джей Ди). След демонстрацията на няколко фокуса, Джеди провежда важен разговор с фараона, в който прави няколко странни предсказания относно бъдещето на царската династия и други, които по времето на написване на папируса са вече добре известни факти.